# Taijo Teniste
Taijo Teniste, född 31 januari 1988 i Tartu, är en estländsk fotbollsspelare som spelar för JK Tallinna Kalev. Han spelar även i Estlands landslag.

## Karriär
Teniste slog igenom i Levadia Tallinn där han under sex år vann Meistriliiga fyra gånger. Under sommaren 2011 provspelade han för engelska Swindon Town. Han blev dock aldrig erbjuden något kontrakt och blev i september utlånad till Sogndal. I december 2011 gjordes lånet permanent då han skrev på ett 2-årskontrakt med klubben.

## Meriter
Levadia Tallinn
- Meistriliiga: 2006, 2007, 2008, 2009
- Estländska cupen: 2005, 2007, 2010
- Estländska supercupen: 2010

Sogndal
- Adeccoligaen: 2015